# Приключения Присциллы, королевы пустыни
«Приключения Присциллы, королевы пустыни» (англ. The Adventures of Priscilla, Queen of the Desert) — кинофильм Стефана Эллиота о путешествии трёх необычных друзей по австралийской пустыне в смешанном жанре роуд-муви, комедии, драмы и мюзикла.

## Персонажи фильма
В фильме три основных персонажа.
- Митци Дел Бра. Гей, работает травести-актёром, женат, имеет ребёнка. Очень переживает, что сын не поймет и не примет его работу и страсть к мужчинам. Организатор поездки.
- Бернадет Бэссенджер. Транссексуал в возрасте. До операции носила имя Ральф. Очень не любит, когда её так называют. Любит выпить. Принимает гормоны. Ввязалась в авантюру с поездкой, чтобы развеяться после смерти близкого друга.
- Фелиция Джоллигудфэллоу. Молодой гомосексуал. Друг Митци. Балагур. Любит группу ABBA и доставать Бернадет. Едет за компанию.

## Сюжет
Трое друзей — гей-трансвестит, открытый гей и транссексуал — подписав контракт с одним из отелей на проведение музыкального шоу, едут из Сиднея в Элис Спрингс — курортный город в австралийской пустыне. В это путешествие компания отправляется на автобусе, который они назвали «Присцилла». В пути, обнаруживается, что женщина, с которой они заключили контракт, является женой Энтони. Она вдруг решила отдохнуть от бизнеса и попросила мужа присмотреть за своим отелем, а заодно и сыном. Двигаясь на запад и решив сократить путь, приятели сворачивают с хайвея на грунтовую дорогу, которая вскоре превращается в дикую пустыню. Автобус тут же ломается.

## В ролях
- Хьюго Уивинг — Энтони Белроуз / Митци Дель Бра (Anthony 'Tick' Belrose / Mitzi Del Bra)
- Теренс Стемп — Ральф / Бернадетт Бэссенджер (Ralph / Bernadette Bassenger)
- Гай Пирс — Адам Уайтли / Фелиция Джоллигудфеллоу (Adam Whitely / Felicia Jollygoodfellow)

## Награды
| Премия «Оскар»                                                  | Премия «Оскар» |
| --------------------------------------------------------------- | -------------- |
| 1995                                                            |                |
| Лучший дизайн костюмов (Лиззи Гардинер, Тим Чэппел/Tim Chappel) |                |
| Премия «BAFTA»                                                  |                |
| 1995                                                            |                |
| Лучший дизайн костюмов (Лиззи Гардинер, Тим Чэппел/Tim Chappel) |                |
| Лучший грим и прически                                          |                |

## Номинации
| Премия «Золотой глобус»                                              | Премия «Золотой глобус» |
| -------------------------------------------------------------------- | ----------------------- |
| 1995                                                                 |                         |
| Лучший фильм (комедия или мюзикл)                                    |                         |
| Лучшая мужская роль (комедия или мюзикл)(Теренс Стэмп)               |                         |
| Премия «BAFTA»                                                       |                         |
| 1995                                                                 |                         |
| Лучшая мужская роль (Теренс Стэмп)                                   |                         |
| Лучший оригинальный сценарий                                         |                         |
| Лучшая работа оператора                                              |                         |
| Лучшая работа художника-постановщика                                 |                         |
| Премия имени Энтони Эскуита за достижения в создании музыки к фильму |                         |

## Саундтрек

Обложка диска с саундтреками к фильму

| №  | Название композиции                                | Авторы / исполнители |       |
| -- | -------------------------------------------------- | -------------------- | ----- |
| 1  | «I’ve Never Been To Me»                            | Charlene             | 03:55 |
| 2  | «Go West»                                          | Village People       | 03:35 |
| 3  | «Billy Don’t Be A Hero»                            | Paper Lace           | 03:47 |
| 4  | «My Baby Loves Lovin'»                             | White Plains         | 02:46 |
| 5  | «Can’t Help Loving That Man»                       | Trudy Richards       | 02:38 |
| 6  | «I Will Survive»                                   | Gloria Gaynor        | 03:18 |
| 7  | «A Fine Romance»                                   | Lena Horne           | 03:13 |
| 8  | «Shake Your Groove Thing (Original Mix)»           | Peaches & Herb       | 05:33 |
| 9  | «I Don’t Care If The Sun Don’t Shine»              | Patti Page           | 02:43 |
| 10 | «Finally (7 Choice Mix)»                           | Cece Peniston        | 04:11 |
| 11 | «Take A Letter Maria»                              | R.B. Greaves         | 02:44 |
| 12 | «Mamma Mia»                                        | Abba                 | 03:35 |
| 13 | «Save The Best For Last»                           | Vanessa Williams     | 03:41 |
| 14 | «Go West (Original 12 Mix)»                        | Village People       | 06:36 |
| 15 | «I Will Survive (1993 Phil Kelsey Classic 12 Mix)» | Gloria Gaynor        | 04:47 |
| 16 | «Shake Your Groove Thing (Original 12 Mix)»        | Peaches & Herb       | 06:40 |